# Kastellaun
Kastellaun település Németországban, Rajna-vidék-Pfalz tartományban. Lakosainak száma 5759 fő (2023. december 31.). Kastellaun Hollnich, Roth, Uhler, Buch, Bell, Hasselbach, Spesenroth és Laubach községekkel határos.

## Népesség
A település népességének változása:
| Lakosok száma | 3665 | 5369 | 5410 | 5557 | 5732 | 5759 |
|               | 1975 | 2017 | 2019 | 2021 | 2022 | 2023 |